# Uma língua é um dialeto com um exército e marinha
"Uma língua é um dialeto com um exército e marinha" é uma piada sobre a arbitrariedade da distinção entre um dialeto e uma língua. Ela expõe as pressões sociais e políticas que podem afetar a percepção do estatus de uma língua ou dialeto. A frase foi popularizada pelo sociolinguista e acadêmico da língua iídiche Max Weinreich, que a ouviu de um dos frequentadores de uma de suas palestras.

## Weinreich
A afirmação é geralmente atribuída a uma das maiores autoridades da inguística da língua iídiche, que a expressou em iídiche:
A mais antiga fonte publicada conhecida é o artigo de Weinreich no Der YIVO un di problemen fun undzer tsayt (דער ייִוואָ און די פּראָבלעמען פֿון אונדזער צײַט "A YIVO Encara o pós-Guerra Mundial"; literalmente "A YIVO e os problemas do nosso tempo"), originalmente apresentado como um discurso na conferência anual da YIVO de 5 de janeiro de 1945 . Weinreich não deu uma versão em inglês.
Weinreich apresenta essa afirmação como um comentário de um auditor na série de palestras das entre 13 de dezembro de 1943 e 12 de junho de 1944:

## Outros possíveis originadores
O sociolinguista e estudioso da língua iídiche Joshua Fishman sugeriu que ele possa ter sido o auditor na palestra de Weinreich, e foi em seguida citado como o criador da afirmação exércido-marinha em várias referências. No entanto, Fishman estava assumindo que a discussão ocorreu em 1967, mais de vinte anos após a conferência da YIVO (1945) e isso de forma alguma se encaixa com a descrição de Weinreich.
Alguns estudiosos acreditam que Antoine Meillet disse antes que um língua é um dialeto com um exército, mas não há documentação contemporânea sobre isso.
Jean Laponce sugeriu que Hubert Lyautey (1854–1934) tenha cunhado a frase num encontro da Académie française, e proposto chmá-la "Loi de Lyautey" 'Lei de Lyautey'. Mas novamente não há boas evidências para isso.
Outros sugerem fotes após a publicação de Weinreich.

## Relevância para o Iídiche
Weinreich observou que a frase é uma "expressão perfeita para o sofrimento social do Iídiche". Na sua palestra, ele discutia não apenas linguística, mas também noções mais amplas do "yidishkeyt" (ייִדישקייט – lit. judaicidade).

## Variantes
Randolph Quirk adaptou a definição para "Língua é um dialeto com um exérciot e uma bandeira" (adicionado uma política de defesa e uma companhia aérea).

## O texto em iídiche de Weinreich
Segue um trecho do texto origina em iídiche de 1945, seguido pela transliteração:
אַר אַ יאָרן האָבן מיר אין דער ד״ר צמח שאַבאַד־אַספּיראַנטור געהאַט אַ קורס פֿון צוואַנציק לעקציעס אויף דער טעמע׃ „פּראָבלעמען אין דער געשיכטע פֿון דער ייִדישער שפּראַך“. צווישן די צוהערערס איז איין מאָל אױך אַרײַנגעפֿאַלן אַ לערער פֿון אַ בראָנקסער הײַסקול. ער איז געקומען קײן אַמעריקע ווי אַ קינד און האָט פֿאַר דער גאַנצער צײַט קײן מאָל ניט געהערט, אַז ייִדיש האָט אַ געשיכטע און קען דינען פֿאַר העכערע ענינים אויך. ווי אַזוי ער איז פֿון דער אַספּיראַנטור פֿון ייִוואָ געווויר געוואָרן ווייס איך ניט, נאָר פֿון יעמאָלט אָן האָט ער שוין גענומען קומען. איין מאָל נאָך אַ לעקציע גייט ער צו צו מיר און פֿרעגט׃ „וואָס איז דער חילוק פֿון אַ דיאַלעקט ביז אַ שפּראַך?“ איך האָב געמיינט, אַז עס רופֿט זיך אים דער משׂכּילישער ביטול, און איך האָב אים געפּרוּווט אַרויפֿפֿירן אויפֿן ריכטיקן וועג, נאָר ער האָט מיך איבערגעריסן׃ „דאָס ווייס איך, אָבער איך וועל אײַך געבן אַ בעסערע דעפֿיניציע׃ אַ שפּראַך איז אַ דיאַלעקט מיט אַן אַרמיי און פֿלאָט“. איך האָב זיך יעמאָלט באַלד פֿאַרגעדענקט, אַז די דאָזיקע וווּנדערלעכע פֿאָרמולירונג פֿון דער סאָציאַלער מערכה פֿון ייִדיש מוז איך ברענגען צו אַ גרויסן עולם.
Far a yorn hobn mir in der d[okto]r Tsemakh Shabad-aspirantur gehat a kurs fun tsvantsik lektsyes oyf der teme, "problemen in der geshikhte fun der yidisher shprakh". Tsvishn di tsuherers iz eyn mol oykh arayngefaln a lerer fun a bronkser hayskul. Er iz gekumen keyn amerike vi a kind un hot far der gantser tsayt keyn mol nit gehert, az yidish hot a geshikhte un ken dinen far hekhere inyonem oykh. Vi azoy er iz fun der aspirantur fun YIVO gevoyr gevorn veys ikh nit, nor fun yemolt on hot er shoyn genumen kumen. Eyn mol nokh a lektsye geyt er tsu tsu mir un fregt, "Vos iz der khilek fun a dialekt biz a shprakh?" Ikh hob gemeynt, az es ruft zikh im der maskilisher bitl, un ikh hob im gepruvt aroyffirn afn rikhtikn veg, nor er hot mikh ibergerisn "Dos veys ikh, ober ikh vel aykh gebn a besere definitsye. A shprakh iz a dialekt mit an armey un flot." Ikh hob zikh yemolt bald fargedenkt, az di dozike vunderlekhe formulirung fun der sotsyaler marokhe fun yidish muz ikh brengen tsu a groysn oylem.